# Werner Berthold (Historiker)
Werner Berthold (* 15. September 1923 in Leipzig; † 8. April 2017) war ein deutscher Historiker.

## Leben
Werner Berthold stammte aus Leipzig, wo er ab 1929 eine Volksschule besuchte. Diese verließ er 1937 und begann eine Ausbildung in der grafischen Industrie, die bis 1940 andauerte. Im Folgejahr begann er, am Zweiten Weltkrieg teilzunehmen und geriet in französische Kriegsgefangenschaft. 1947 kam er frei und besuchte die nächsten drei Jahre an der Universität Leipzig die Arbeiter-und-Bauern-Fakultät.
1950 schließlich begann Berthold, an der Universität Geschichte, Philosophie, Politische Ökonomie und Erwachsenenbildung zu studieren. Nach vier Jahren beendete er das Studium. 1960 wurde er auch zum Doktor phil. promoviert. Seine Dissertation trägt den Titel „…großhungern und gehorchen“. Zur Entstehung und politischen Funktion der Geschichtsideologie des westdeutschen Imperialismus. Untersucht am Beispiel von Gerhard Ritter und Friedrich Meinecke. In diesem Jahr begann er auch, als Oberassistent und Lehrbeauftragter am Institut für Deutsche Geschichte zu fungieren. Zum Wahrnehmungsdozenten für die Deutsche Geschichte wurde er 1963 befördert und 1967 auch für Historiografie und Methodologie der Geschichtsschreibung anhand der Schrift Marxistisches Geschichtsbild, Volksfront und antifaschistisch-demokratische Revolution. Zur Vorgeschichte der DDR-Geschichtswissenschaft und zur Konzeption der Geschichte des deutschen Volkes habilitiert.
Die philosophische Fakultät stellte Berthold 1968 als Dozenten für diese Fächer ein. Bereits im nächsten Jahr wurde er zum außerordentlichen Professor befördert. Seitdem lehrte er Theorie, Methodologie und Geschichte der Geschichtswissenschaft. Zugleich wurde er auch als stellvertretender Direktor für Forschung in der Sektion Geschichte eingesetzt. Dies blieb er bis zum Folgejahr und hielt seit 1973 auch die ordentliche Professur inne.
Im Jahr 1979 wurde Berthold mit dem Nationalpreis II. Klasse geehrt. Die Professur gab er 1988 auf. Seither wirkte er als freischaffender Publizist und Historiker. So hielt er auch die Aspirantur am Institut für Geschichte Deutschlands an der Universität inne und war Dozent an der Volkshochschule Leipzig.